# Eelko Liauckama

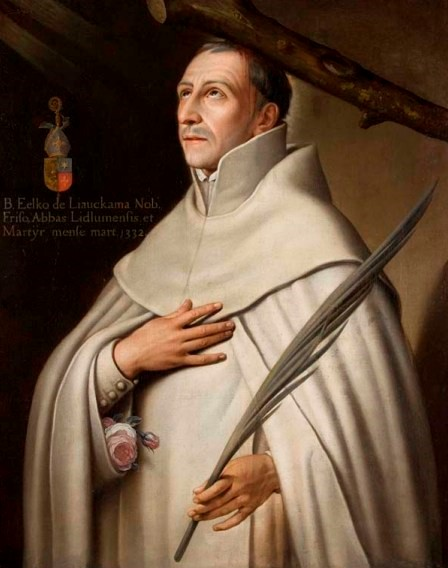
Eelko Liauckama

Eelko Liauckama (Liauckama State, Sexbierum, ca. 1270 – Boksum, 22 maart 1332?) was een Friese abt.

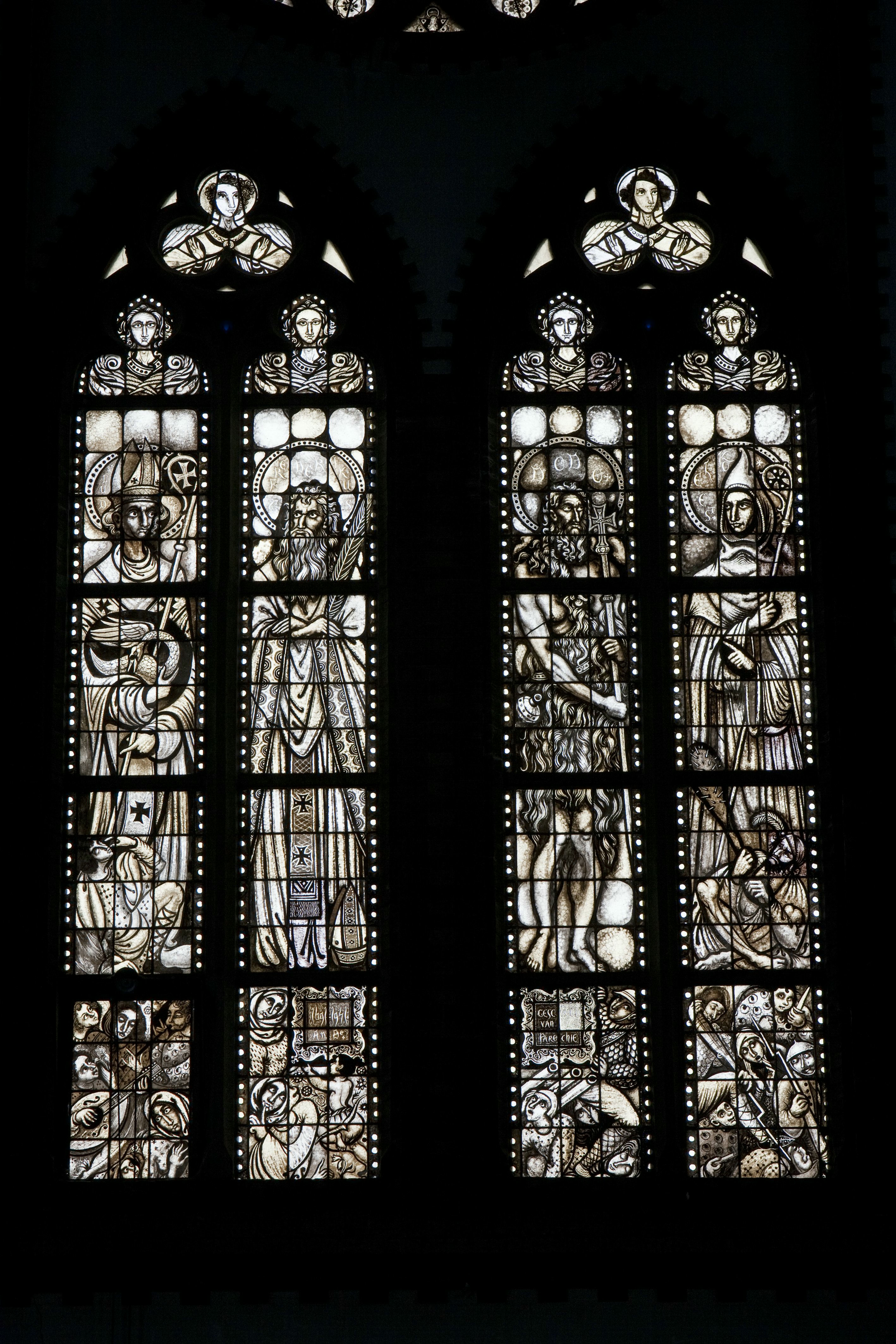
Interieur, gebrandschilderde ramen in de kerk in Sint Nicolaasga
vlnr Liudger, bisschop van Munster, Feico van Hallum, Dodo van Bakkeveen en Haske en Eelco, abt van Lidlum

Eelko Liauckama was de twaalfde abt van het klooster Mariadal te Lidlum. Hij zou op 22 maart 1332 door de monniken van de uithof te Boksum, Terpoorte genaamd, zijn vermoord. Hij was, als abt van het klooster, naar de uithof toegegaan om de monniken er tot goede zeden aan te sporen. Liauckama protesteerde tegen het zuipen en vlees eten in de heilige vastentijd door de broeders. De mannen konden deze kritiek niet verdragen en sloegen hun geestelijke vader met een knuppel dood. De abt werd in het lekengedeelte van de kloosterkerk begraven en als martelaar vereerd. Als zalige Eelco van Liauckema komt hij nog steeds voor in de heiligenkalender van de premonstratenzers.